# 雷山瑞香
雷山瑞香（学名：Daphne leishanensis）为瑞香科瑞香属下的一个种。

## 扩展阅读
維基物種上的相關：雷山瑞香